# ULAS J130303.54+001627.7
ULAS J130303.54+001627.7 ist ein Brauner Zwerg der Spektralklasse T5.5 im Sternbild Jungfrau. Er wurde 2008 von David Pinfield et al. entdeckt.